# Germán Haller
Germán Haller, también conocido como "El Alemán" Haller (Mercedes, Soriano, 8 de julio de 1952), es un exjugador de baloncesto uruguayo, considerado por  muchos como uno de los más grandes basquetbolistas del Uruguay durante las décadas de 1970 y 1980.

## Trayectoria deportiva

### Etapa juvenil
A los 9 años comenzó la práctica de basketball en el Club de Remeros Mercedes. 
Dos años después pasó a jugar en el Club Atlético Praga de Mercedes.

### Etapa profesional
En 1968, a los 16 años de edad, debutó en Primera con Peñarol.
Ese mismo año fue citado por primera vez a la Selección Uruguaya, permaneciendo en el seleccionado hasta el año 1984.
Con Peñarol obtuvo el Campeonato Federal de Primera División 1973 en la recordada final del "segundo más largo de la historia" donde convirtió 34 puntos de los 70 que realizó su equipo. Es en este equipo, y a través de las enseñanzas de Ruben Bulla, donde se convirtió en uno de los primeros uruguayos en realizar hundidas y perfeccionar su tan afamado tiro de gancho.
En 1974 fue contratado por el club Gimnasia y Esgrima La Plata de Argentina, donde jugó durante 5 años. Tras la obtención de dos subcampeonatos Metropolitano seguidos en 1976 y 1977, el club alcanzó su punto máximo conquistando los trofeos de campeón Metropolitano 1978 y 1979.
En Uruguay salió Campeón del Torneo Preparación con Colón donde jugó hasta 1985, habiendo jugado también en Biguá hasta 1989, Urunday Universitario hasta 1992 y Welcome donde se retiró en el año 1996. 

### Clubes
| Club                        | País      | Año       |
| --------------------------- | --------- | --------- |
| Club Remeros Mercedes       | Uruguay   | 1961-1963 |
| Club Atlético Praga         | Uruguay   | 1963-1967 |
| Peñarol                     | Uruguay   | 1968-1973 |
| Gimnasia y Esgrima La Plata | Argentina | 1974-1979 |
| Colón                       | Uruguay   | 1979-1985 |
| Biguá                       | Uruguay   | 1986-1989 |
| Urunday Universitario       | Uruguay   | 1990-1992 |
| Welcome                     | Uruguay   | 1993-1996 |

## Selección nacional
Con la Selección Uruguaya obtuvo el Campeonato Sudamericano de 1981, habiendo participado con la selección en siete sudamericanos más.
La representación olímpica que llegó sexta en Los Ángeles 84, considera a Germán Haller, junto con José Barizo y Mahoma Wenzel, uno de los padrinos de dicha generación.

## Palmarés

### Torneos Nacionales
- Campeón Federal de Primera División con Peñarol: 1973
- Campeón Torneo Preparación con Colón: 1979

### Torneos internacionales
- Subcampeón del Torneo Metropolitano con Gimnasia y Esgrima La Plata: 1976
- Subcampeón del Torneo Metropolitano con Gimnasia y Esgrima La Plata: 1977
- Campeón del Torneo Metropolitano con Gimnasia y Esgrima La Plata: 1978
- Campeón del Torneo Metropolitano con Gimnasia y Esgrima La Plata: 1979

### Torneos de Selecciones
- Campeón del Sudamericano de Selecciones con Uruguay: 1981

## Premios y reconocimientos
En 1972 obtuvo el Premio Charrúa al mejor jugador de basketbol del Uruguay. Dichos premios al deporte uruguayo fueron creados y organizados desde ese mismo año por el Círculo de Periodistas Deportivos del Uruguay (CPDU), lo que lo transforman en el primer basquetbolista uruguayo en recibirlo.
En el Sudamericano de Selecciones de Medellín 1976 fue distinguido con el Premio al Caballero de América, trofeo dado por los Árbitros, así como también con el premio al Mejor Rebotero Ofensivo-Defensivo del campeonato.

## Vida privada
Una vez retirado siguió trabajando como Supervisor en la Administración Nacional de Puertos (ANP) y tras jubilarse en 2022, volcó su pasión al mundo de los cactus y plantas crasas, así como a la pintura de cuadros y realización de pequeñas esculturas.[cita requerida]
Es tío del también baloncestista profesional Federico Haller.